# Captura de la fragata Nueva Limeña
La Captura de la fragata Nueva Limeña fue una acción naval ocurrida el 6 de agosto de 1813 a la altura del puerto chileno de Coquimbo en la que el bergantín armado Potrillo, en misión de corsario sobre las costas de chilenas, capturó a la fragata mercante Nueva Limeña que se había amotinado en las costas peruanas y tenía la intención de unirse a los revolucionarios de Chile.

## Antecedentes
Tras la captura del bergantín Potrillo el 2 de mayo de 1813 en la acción naval de Valparaíso, el buque se trasladó al puerto del Callao donde fue incorporado al servicio naval de la marina real española en el apostadero de El Callao, por el capitán de navío Pascual Vivero, zarpando seguidamente, en el mes de julio, hacía Valparaíso al mando del teniente de fragata Juan Pareja de la Real Armada española.

## Captura y naufragio
El 6 de agosto de 1813, a la altura de la ciudad de Coquimbo, el Potrillo divisó la fragata mercante Nueva Limeña, un buque comercial del Perú amotinado en Pisco, que había puesto rumbo a Valparaíso para unirse a los revolucionarios partidarios de la independencia de Chile. La fragata mercante resultó apresada por el Potrillo en el momento de intentar entrar al puerto de Coquimbo, sin poder ofrecer ningún tipo de resistencia por carecer de armas. La captura de la fragata mercante Nueva Limeña fue publicada por la Gaceta de Lima del 1 de septiembre de 1813.
El buque apresado fue despachado a El Callao al mando del alférez de fragata Antonio Villavicencio, pero naufragó poco después, a la altura de Cobija. Desde ese puerto la tripulación siguió el itinerario por mar a la localidad de Pabellón de Pica (Iquique), siguen hacía Arica, y por último a El Callao en la goleta Topacio.
El Potrillo tomó rumbo a la isla Santa María con el objeto de reembarcar al comisionado Bulnes para llevarlo a la costa del Arauco y tomar noticias del estado del Ejército Real de Chile.